# Caiac canoe la Jocurile Olimpice de vară din 1980

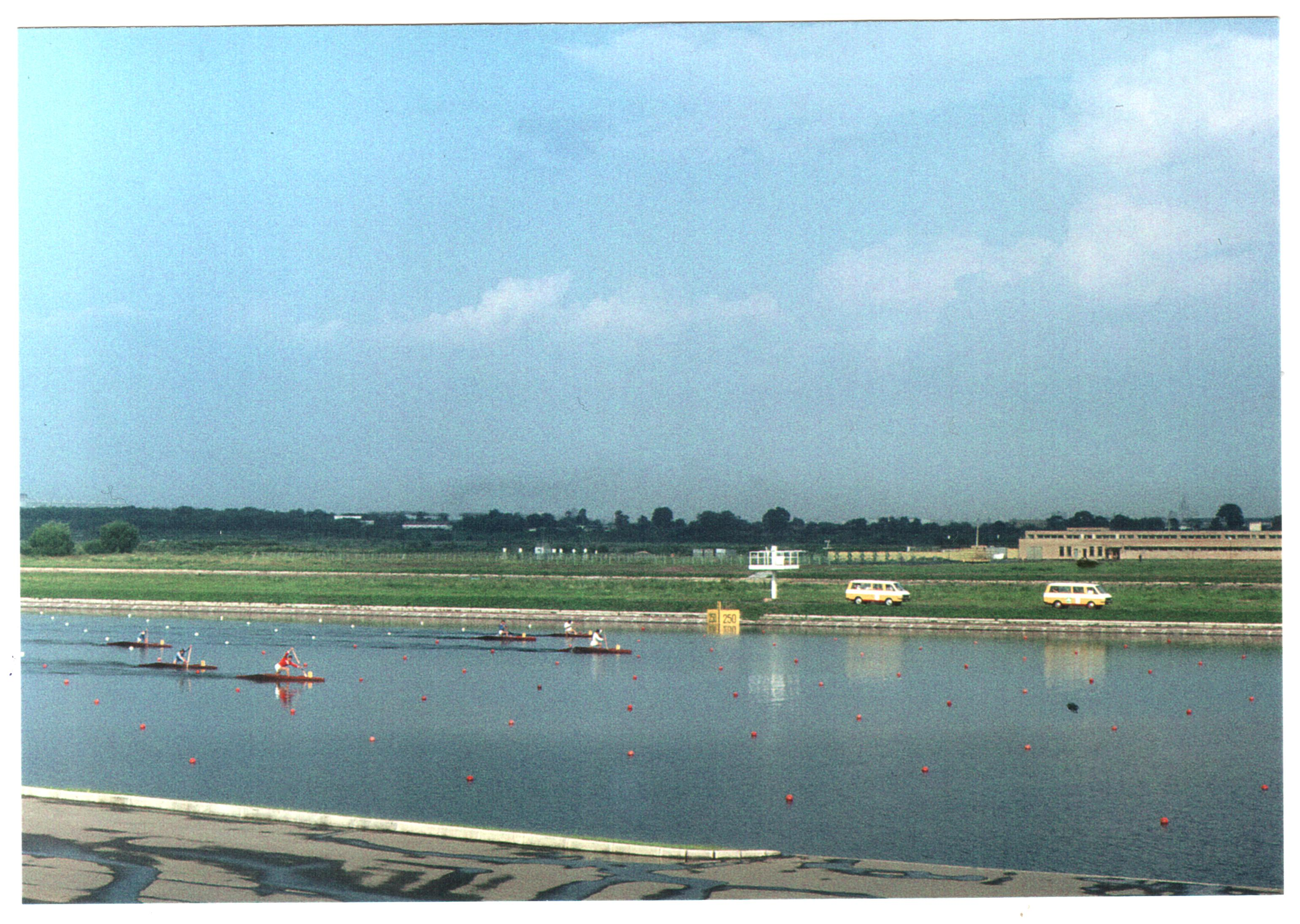
Canalul de canotaj

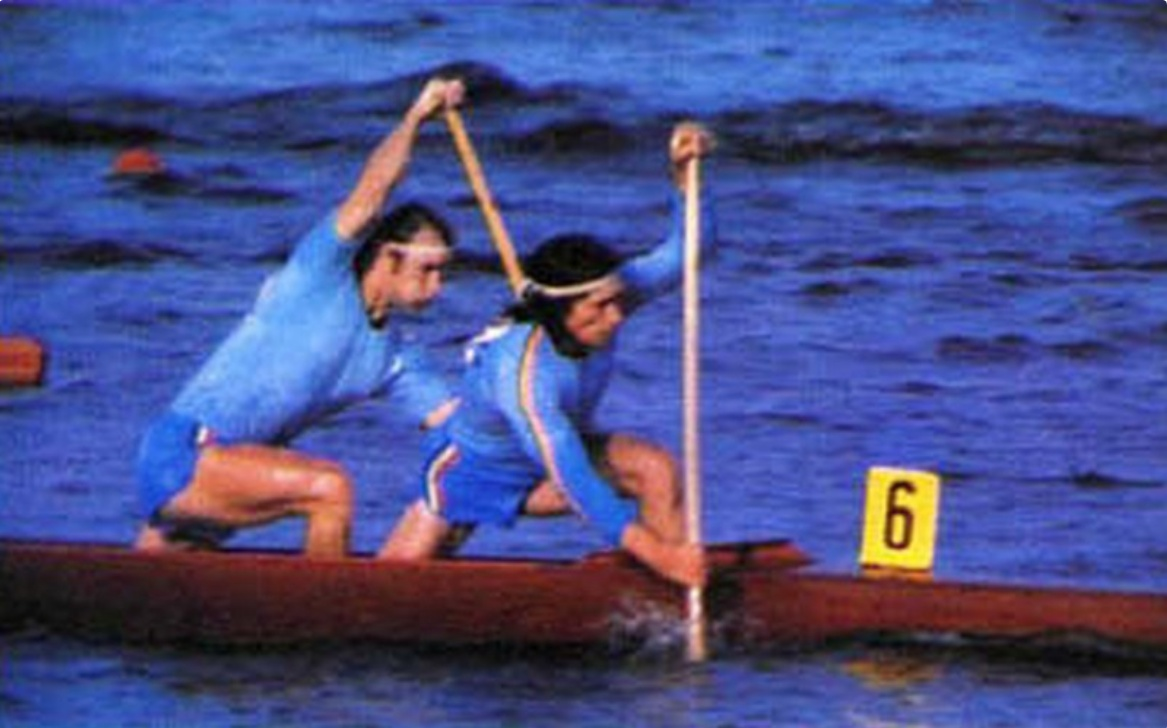
Toma Simionov și Ivan Patzaichin au câștigat medalia de aur la C-2 1000 m

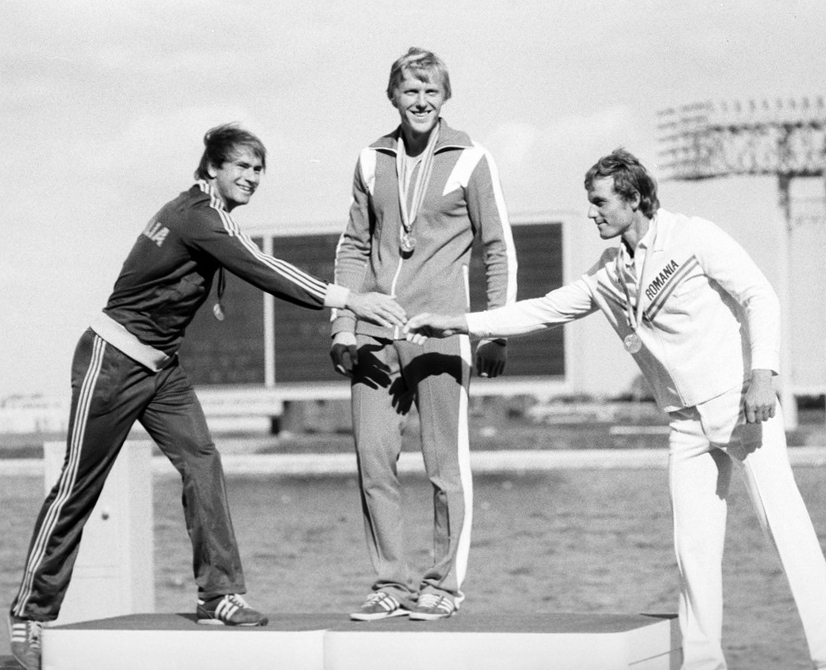
Vasile Dîba (la dreapta) a obținut bronzul la K-1 500 m

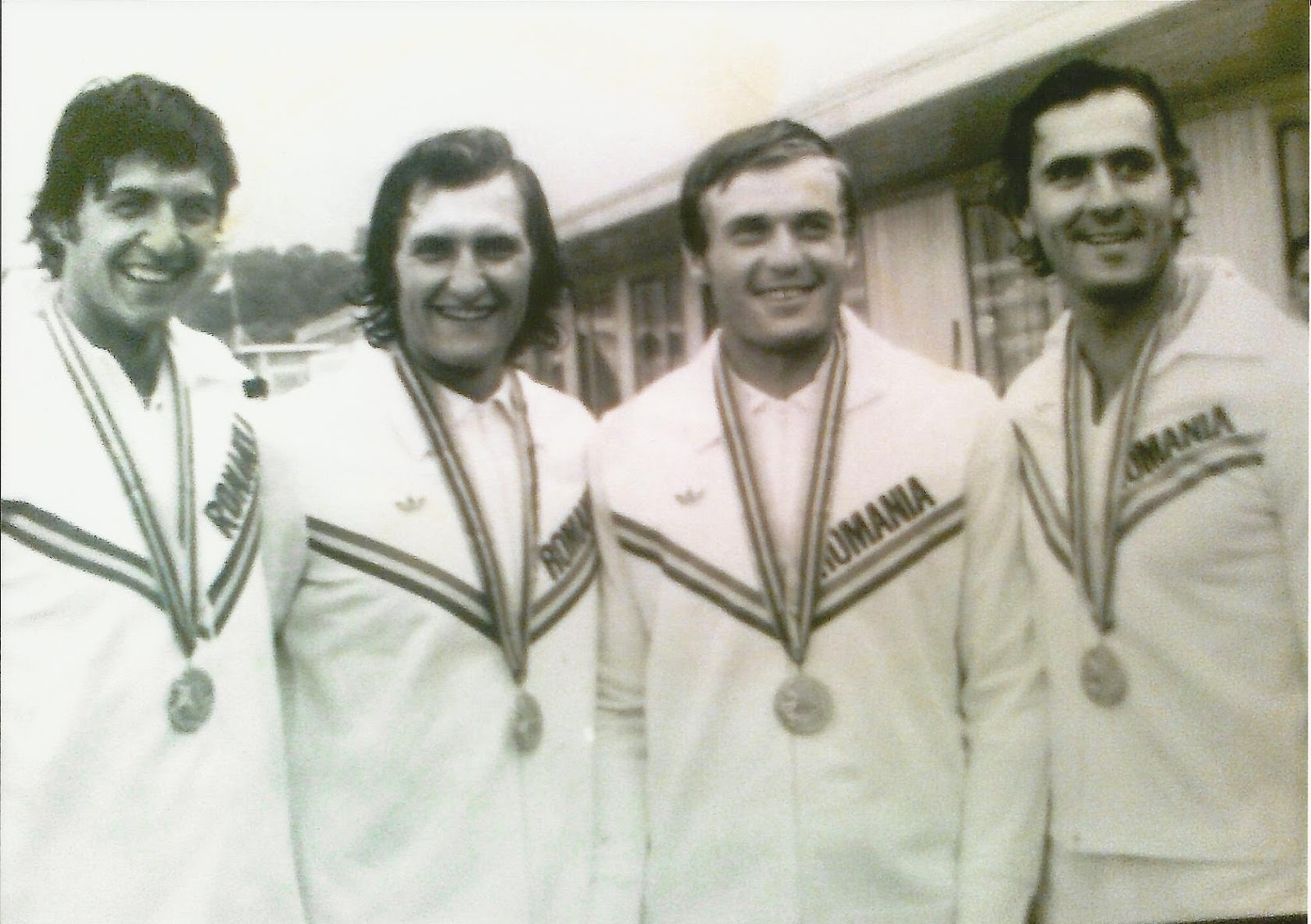
Ion Geantă, Nicușor Eșanu, Vasile Dîba și Mihai Zafiu au câștigat medalia de argint la K-4 1000 m

Probele sportive de caiac-canoe la Jocurile Olimpice de vară din 1980 au avut loc în perioada 6–11 august la Canalul de canotaj din Krîlatskoe.

## Rezultate

### Sprint
Masculin
| Probă              | Aur                                                                             | Aur     | Argint                                                           | Argint  | Bronz                                                                       | Bronz   |
| C-1 500 m detalii  | Serghei Postrehin (URS)                                                         | 1:53,37 | Liubomir Liubenov (BUL)                                          | 1:53,49 | Olaf Heukrodt (GDR)                                                         | 1:54,38 |
| C-1 1000 m detalii | Liubomir Liubenov (BUL)                                                         | 4:12,38 | Serghei Postrehin (URS)                                          | 4:13,53 | Eckhard Leue (GDR)                                                          | 4:15,02 |
| C-2 500 m detalii  | László Foltán István Vaskúti (HUN)                                              | 1:43,39 | Ivan Patzaichin Petre Capusta (ROU)                              | 1:44,12 | Borislav Ananev Nikolai Ilkov (BUL)                                         | 1:44,83 |
| C-2 1000 m detalii | Ivan Patzaichin Toma Simionov (ROU)                                             | 3:47,65 | Olaf Heukrodt Uwe Madeja (GDR)                                   | 3:49,93 | Vasîl Iurcenko Iuri Lobanov (URS)                                           | 3:51,28 |
| K-1 500 m detalii  | Vladimir Parfenovici (URS)                                                      | 1:43,43 | John Sumegi (AUS)                                                | 1:44,12 | Vasile Dîba (ROU)                                                           | 1:44,90 |
| K-1 1000 m detalii | Rüdiger Helm (GDR)                                                              | 3:48,77 | Alain Lebas (FRA)                                                | 3:50,20 | Ion Bîrlădeanu (ROU)                                                        | 3:50,49 |
| K-2 500 m detalii  | Vladimir Parfenovici Serghei Ciuhrai (URS)                                      | 1:33,65 | Herminio Menéndez Guillermo del Riego (ESP)                      | 1:33,98 | Rüdiger Helm Bernd Olbricht (GDR)                                           | 1:34,00 |
| K-2 1000 m detalii | Vladimir Parfenovich Sergei Chukhray (URS)                                      | 3:26,72 | István Szabó István Joós (HUN)                                   | 3:28,49 | Luis Gregorio Ramos Herminio Menéndez (ESP)                                 | 3:28,66 |
| K-4 1000 m detalii | Germania de Est · Rüdiger Helm · Bernd Olbricht · Harald Marg · Bernd Duvigneau | 3:13,76 | România · Mihai Zafiu · Vasile Dîba · Ion Geantă · Nicușor Eșanu | 3:15,35 | Bulgaria · Borislav Borisov · Bojidar Milenkov · Lazar Hristov · Ivan Manev | 3:15,46 |

Feminin
| Probă             | Aur                                 | Aur     | Argint                                | Argint  | Bronz                           | Bronz   |
| K-1 500 m detalii | Birgit Fischer (GDR)                | 1:57,96 | Vania Geșeva (BUL)                    | 1:59,48 | Antonina Melnikova (URS)        | 1:59,66 |
| K-2 500 m detalii | Carsta Genäuß Martina Bischof (GDR) | 1:43,88 | Galina Alekseeva Nina Trofimova (URS) | 1:46,91 | Éva Rakusz Mária Zakariás (HUN) | 1:47,95 |

## Clasament pe medalii
| Loc   | Țară              | Aur | Argint | Bronz | Total |
| ----- | ----------------- | --- | ------ | ----- | ----- |
| 1     | Uniunea Sovietică | 4   | 2      | 2     | 8     |
| 2     | Germania de Est   | 4   | 1      | 3     | 8     |
| 3     | Bulgaria          | 1   | 2      | 2     | 5     |
| 3     | România           | 1   | 2      | 2     | 5     |
| 5     | Ungaria           | 1   | 1      | 1     | 3     |
| 6     | Spania            | –   | 1      | 1     | 2     |
| 7     | Australia         | –   | 1      | –     | 1     |
| 7     | Franța            | –   | 1      | –     | 1     |
| Total | Total             | 11  | 11     | 11    | 33    |